# 泣かないと決めた日
『泣かないと決めた日』（なかないときめたひ）は、2010年1月26日から3月16日まで、フジテレビと共同テレビの共同制作により、同局系列で毎週火曜日21:00 - 21:54（JST）に放送された日本のテレビドラマ。主演は榮倉奈々。初回と最終回は15分拡大で21:00 - 22:09、第2話は20分繰り下げで21:20 - 22:14。ハイビジョン制作。

## 概要
大手商社に勤務する22歳の新人OLが、上司や先輩の同僚達から職場いじめに遭いながらも、前向きに生きて行く姿を描く社会派ドラマ。いわゆるパワーハラスメントがテーマとなっている。榮倉にとって、同枠での単独主演は2006年7月期の『ダンドリ。〜Dance☆Drill〜』以来3年半ぶり。前番組の『ライアーゲーム シーズン2』が2009年11月10日から2010年1月19日にまたがる変則的な編成であったことを調整する都合上、同局の月9ドラマ『コード・ブルー ドクターヘリ緊急救命 the 2nd season』よりも2週間遅く開始、話数も全8話と短めになっている。キャッチコピーは「イジメは子供だけのものですか」。
視聴者から多くの反響があったため、2010年7月2日の金曜プレステージにおいて続編および完結編となる「絶対泣かないと決めた日 〜緊急スペシャル〜」が放送された。

## あらすじ
角田美樹は、中堅大学を卒業後、憧れだった業界最大手の総合商社・葵井商事に入社した。配属先は海外食品本部のイタリア食品部門食品チーム。美樹にとって夢と希望に満ちた社会人生活が始まるかに思われたが、彼女を待っていたのは過酷な職場いじめだった。配属初日での些細なきっかけからいじめのターゲットとなってしまった美樹は職場で孤立してしまう。生き地獄のようないじめの中で生き抜く為、美樹の戦いの日々が始まった。社内に渦巻く悪意の中で全てを失ったかに思われた美樹だったが、やがて絶望の中から試練に立ち向い、社会の中で生きること、そして働くことの本当の意味を見つけていく。

## キャスト

### 葵井商事

#### イタリア食品部門・食品チーム
角田 美樹〈22〉
演 - 榮倉奈々（少女時代：遠藤由実）
本作の主人公。イタリア食品部門・食品チームに配属された新人社員。岐阜県出身。明るく素直で真面目な性格。希望を胸に入社したが、些細なきっかけから職場いじめの標的とされる。所属部署のメンバーから壮絶ないじめを受け、涙することも多々あるが、自身の過失で障害を負うこととなった妹・愛や経済的に困窮する家庭の為に会社を辞められないという事情を抱えており、家族の目の前では悲しい顔を見せまいと気丈に振る舞い、同期入社の万里香や内線をきっかけに偶然知り合った仲原の助言に支えられながら耐え、頑張りを見せていた。しかし、万里香の裏切りを知り、絶望の果てに自殺を図るが、桐野に止められることとなり、自身とよく似た彼の過去を知って奮起していく。杏子から引き継いだ納品一覧表の不審な点に気付き、有希子に報告したことが最終的に梅沢の不正を暴くきっかけとなった。皆の協力の元、自ら企画した新商品フェアを成功させた後、桐野と共にイタリアへ発つ。
デスクの内線が9番の為、仲原からは「きゅうちゃん」と呼ばれている。仲原の携帯での登録名も「きゅうちゃん」である。
スペシャルでは桐野が最も信頼する部下として秘書室へ異動となり、葵井商事の吸収合併の危機を救うべく活躍する。
佐野 有希子〈34〉
演 - 木村佳乃
食品チームのリーダー。生真面目で努力家だが、完璧主義で無能な人には手厳しい為、部下からの人望が無く、上司の梅沢にも嫌われている。先に統括マネージャーに昇進した桐野を勝手に敵対視しているが、相手にはされていない。水筒に酒を入れて社員用冷蔵庫に隠し、勤務中に辛いことがあると陰で隠れて飲んだり、プライベートで大量の酒を買い込んだりしているが、部下に対しては下戸で通している。
昇進への焦りと仕事上のフラストレーションを美樹や静香へのパワハラという形で発散していたが、桐野に諭され、自身も梅沢から正当な評価をされていないことから、美樹の心の痛みを少しずつ理解し、仕事ぶりも評価するようになる。しかし、静香を社会復帰できない状態に追い込み、未だに恨まれていることを知りショックを受け、リストカットをした挙句、急性アルコール中毒になり、病院へ搬送されるも一命は取り留め、会社に復帰した際に静香からの手紙で許しを得て涙した。
スペシャルでは飲酒癖を自制出来るようになった模様。
西島 賢治〈25〉
演 - 五十嵐隼士（D-BOYS）
出世欲が強く、短気で気性の激しい性格。男子校出身で体育会系の上下関係に厳しい環境で育ち、先輩には従順だが、無能な後輩には横暴。美樹に対しても入社当初から乱暴な態度が目立ち、掴みかかり罵声を浴びせたり、腹を立てると彼女に物を投げつけていた。
新商品フェアの社内コンペで美樹の企画が通ったことで、桐野からサポートを頼まれるが、非協力的な態度は改めず、結局は美樹と衝突し企画から降りてしまう。その後、表面上は美樹への協力を装うも、発注書の数字を改竄して妨害工作を行うが失敗。最終的には美樹の濡れ衣も知ることとなる。琴美に「根性を叩き直す」と教育係を買って出られた時には驚いていた。
スピンオフでも、暴力表現の多い漫画が好きな一面が描かれている。
藤田 千秋〈29〉
演 - 片瀬那奈
キャリア志向が強く、必死に仕事に励んできたが伸び悩み気味で、周囲に自分の気持ちを理解してもらえないストレスが万引き癖として表面化している。美樹に偶然万引きの現場を目撃されるが、共に仕事をする中で次第に認めるようになり、一時は和解した。万里香の巧妙な策略により再びいじめに加担してしまうが、新商品フェアの社内コンペで採用された美樹の企画と頑張りを認めて態度を改め、琴美、早苗と共に協力する。最初のうちは「会社の為に協力しているだけ」と美樹を完全に信用した訳ではなかったが、田沢の盗撮映像を偶然発見してこれまでのことが全て濡れ衣だったことを知り、美樹への誤解を解くと共に自らも謝罪した。
栗田 琴美〈31〉
演 - 紺野まひる
夫と息子の3人家族で、結婚後も夫婦で共働きをしている。体にDVによる傷や痣があるが、その理由は偶然知った美樹以外の同僚には明かしていない。家庭と仕事を両立させて残業も極力避けたいと思っているが、それを美樹が足を引っ張るせいだとして辛く当たっていた。後に新商品フェアの社内コンペで採用された美樹の企画と頑張りを認め、千秋、早苗と共に協力する。その後、夫とは正式に離婚。自ら志願し西島の教育係になった。
スペシャルでは、杉山姓になっている。
田沢 佳人〈27〉
演 - 長谷川純（ジャニーズJr.）
落ち着いた性格だが、本性は偏執的なサディスト。IT機器の操作に長け、社内の監視カメラの映像を密かに楽しんでいるいわゆるオタク。美樹へのいじめ開始後は表面ではいじめに加わらない態度を取りつつも、入社当初の美樹のPCをハッキングして、彼女の様子を盗み見したり、うなだれる美樹を隠しカメラ越しに見てほくそ笑んだりしている。
デスクに放置された早苗の財布を美樹の鞄に入れる万里香の盗撮映像を見たことから彼女を脅すが、逆に弱みを握られ利用されてしまう。だがその後も万里香の妊娠を偽言と見抜き指摘するなど、完全に屈服した訳ではない。
盗撮映像を見ていたことを千秋に気づかれたが、その映像が千秋の美樹への誤解を解くことに貢献したこともあり、特に公に問題にされなかったが、千秋からは自制するように釘を刺された。
白石 杏子〈30〉
演 - 有坂来瞳
派遣社員。正社員との扱いの差への不満を理由に、美樹へのいじめに加わっていたが、かつての同僚・静香をいじめから救えなかったことを悔やんでいた。後に経費削減の点から派遣切りの対象となり、その直前に美樹に静香との過去を話しいじめ行為を詫びる。そして、退職の挨拶の際、「本当の彼女を見てあげて欲しい」と社員達に訴えた。
スピンオフでは、退社直前の時点で既に田沢の盗撮に気付いていることが明かされている。
工藤 早苗〈26〉
演 - 町田マリー
美樹の教育係。認められたいという思いから、美樹の手柄を横取りしたり自分のミスを被せたりしていたが、後に新商品フェアの社内コンペで採用された美樹の企画と頑張りを認めて改心し、千秋、琴美と共に協力する。

#### イタリア食品部門・ワインチーム
立花（仲原） 万里香〈22〉
演 - 杏
美樹の同期。裕福な家で世間や苦労を知らずに甘やかされて育った令嬢。帰国子女であり、「今まで欲しいものは何でも手に入れてきた」と発言している。会社には父親の縁故によって採用された。美人で要領が良く、ほとんどの人からは好感を持たれているが、ある局面では自己中心的な本性をのぞかせる。
当初、いじめに遭う美樹を心配する姿を見せていたが、美樹と仲原の交際を知ると一転して裏で嫉妬と憎悪を募らせ、狡猾な策略によって美樹を陥れる、社内いじめの影の黒幕となる。仲原に対しても計算尽くでアプローチを仕掛け、妊娠していると嘘を吐いて結婚に至る。しかし、その後も美樹のことを気にかける夫の姿に美樹への憎悪を再び募らせ、彼女を会社から追放するべく悪知恵を巡らせるも、千秋と仲原に、田沢のパソコンに動画として保存されている悪事の一部始終を見られてしまった為に本性がバレてしまい、仲原からは厳しく責められる。本性が夫に露呈してしまったことに逆上して美樹を直接刺殺しようとするが、仲原と桐野に制止され号泣する。離婚も覚悟するが仲原からは許され、海外赴任にもついていくこととなった。
スペシャルでは、海外生活で自らも奥様会のメンバーによって美樹と同じくいじめのターゲットとなる危機にさらされたことで美樹の心の痛みを知り、自分がかつてしてきた数々の仕打ちを美樹に詫び、美樹から顔に平手打ちを食らうも彼女から許しを得て和解する。
鈴木 慶介〈29〉
演 - 内田滋
ワインチームのリーダー。常識的で真面目な性格から評判が良い。仲原と仲が良い。
梅沢からも露骨に贔屓されているが、本人への評価というより、有希子に悔しい思いをさせるためである。
井上 誠〈24〉
演 - 田島優成
有能だが、それを鼻にかけている皮肉屋。
林田 美穂〈28〉
演 - 河井青葉
真面目でしっかり者。鈴木のサポート役的存在。
水田 舞〈24〉
演 - 田中えみ
かつてはチーム内で可愛がられていたが、万里香が入社してからは彼女に少し嫉妬している。

#### イタリア食品部門
桐野 征治〈36〉
演 - 藤木直人
イタリア食品部門・統括マネージャー。上司の嫌がらせで海外支社に左遷されたが、そこで業績を上げ、7年振りに本社に戻った。客観的に部下の力量を見抜いており、誰に対しても冷静に接する。自らの辛い経験から、いじめに苦しむ美樹に助言と仕事へのチャンスを与え、社会の非情さとその中で協力して生き抜く尊さの両面を美樹に教える。新商品フェアの成功後、イタリアへ美樹を同行させる。
スペシャルでは、葵井商事の合併の危機を救うべく奔走するが、対立勢力からの中傷など、様々な危機に直面する。
梅沢 仁〈53〉
演 - 段田安則
イタリア食品部門・部長。仕事や家庭のストレスから部下に嫌味な態度を取っており、特に有希子を嫌っている。また、セクハラめいた行動を取ることもある。
実は外国の取引先と通じて不正を行っており、後に有希子にそれを気づかれそうになったことがきっかけで、退職した杏子や静香に接触して過去の社内いじめの事実を掴み、それを利用して、有希子を管理職不適格として失脚させようと図る。終盤で万里香から夫を誘惑したと仲原の携帯に送信された美樹からのメールの写真を見せられ、美樹を子会社に異動させようとするが、最後は桐野と仲原に証拠を突きつけられて自らの不正を暴かれた。

#### 経営企画本部
仲原 翔太〈28〉
演 - 要潤
企画本部のエリート社員。残業中の美樹と偶然内線で話したことを機に仲良くなった。別の部署で働いている為、いじめのことは知らない。天真爛漫な美樹に惹かれ付き合うが、安西の陰謀に加担したことで尊敬していた坂東を結果的に自殺に追い込んでしまう。心を痛めていた所に万里香が巧妙に接近してきたため美樹とは破局し、約半年後に万里香と結婚する。結婚後も美樹を気遣うが、そのことが再び万里香の憎悪を燃え上がらせるきっかけになってしまう。
田沢の盗撮映像を通じて万里香が社内いじめの黒幕であり、その本性を知ることになったが、万里香を許す姿勢を示した。自ら志願してニューヨークに転勤する際にも「もう一度やり直そう」と万里香の同行を望んだ。
スピンオフでは、万里香を許すと言った後も未だに美樹への未練に悩む姿が描かれている。
スペシャルでも、桐野に協力して株主達への説得に奔走する。
安西 誠
演 - 升毅（第3・4話・スペシャル）
本部長。葵井商事が輸入する食品に絡んだ不祥事をマスコミにリークして坂東を陥れ、自分の出世を狙う。
スペシャルでは、常務取締役に昇進し、合併推進派の中心となっている。
野村 崇
演 - 鈴木亮平（スペシャル）
岡沢 洋一
演 - 鈴木アキノフ（スペシャル）
合併反対派で桐野と共に協力する。

#### 秘書室
辰巳 絵里奈
演 - 佐藤江梨子（スペシャル）
秘書室のリーダーで“無敵の女王様”の異名を持つ。美樹に対して想像を絶する理不尽な無理難題を課す。
菊島 一郎
演 - 北見敏之（スペシャル）
秘書室長。合併推進派の安西たちの腰巾着。
倉田 優子
演 - さくら（スペシャル）
秘書室員。

### 角田家
角田 紘子〈48〉
演 - 大塚良重
美樹と愛の母親。夫とは死別している。美樹に過剰な期待を寄せており、彼女が置かれている状況には全く気付いていない。
角田 愛〈16〉
演 - 川口春奈（少女時代：毛利恋子）
美樹の妹。高校2年生。幼少時、美樹と遊んでいた最中に脚に大怪我を負い、現在も後遺症が残っている。手術を受ける為に高校を休学して上京しており、手術成功後はリハビリに励み、杖なしで歩けるようになった。地元に恋人がいて遠距離恋愛となっていたが、彼に新しい恋人ができたため別れを告げられる。
美樹は彼女に怪我を負わせてしまったことに負い目を抱いており、会社を辞められない理由の一つが彼女の治療費を稼がなければならないためである。

### その他
小松 亮介〈56〉
演 - 山田明郷
東法大学病院の医師で、愛の主治医。仕事で遅くなって病院を訪ねてくる美樹に対しても、嫌な顔一つせず対応する。職場でのいじめと家族への責任感などの極度のストレスから、体調に異変をきたした美樹への診察も行った。
仲原 たか子
演 - 田島令子（第2・6話）
仲原の母。美樹との交際を含めて息子の女性関係にはかなり口出ししていたが、万里香との結婚は渋々認めた。
坂東 雅之
演 - 中原丈雄（第3・4話）
統括本部長で、桐野や仲原の元上司。美樹にも励ましの言葉を与える良き上司であったが、安西の策略にはまり、会社の不祥事の責任を負って自殺してしまう。
山内 静香
演 - 柳沢なな（第5・7・最終話）
美樹が入社する前に食品チームに所属していた新人社員だが、いじめを受けて退社。彼女が「死にたい」と綴ったノートが、美樹が配置されたデスクに残されていた。その後も対人恐怖症で社会復帰ができない引きこもり状態で、有希子の謝罪も受け入れなかったが、美樹と出会い、入社以来の経緯を聞いたことで有希子を許し、社会復帰を目指すと決意した。
立花 和也
演 - 団時朗（第6話・スペシャル）
万里香の父親で娘を溺愛している。葵井商事の主要取引先・春日製鉄の常務。娘の裏の顔を知らない。
スペシャルでは、合併阻止に奔走する仲原に対して義父として自制を促したが、やがてその熱意に心を動かされる。
立花 陽子
演 - 筒井真理子（第6話）
万里香の母親。夫と同じく娘の裏の顔を知らない。
栗田 勉
演 - 松田賢二（第6話）
琴美の夫。妻に暴力を振るっている。
中村 恭一郎
演 - 今井雅之（第7・最終話）
中華料理店「清龍」のシェフで、職人肌の料理人。美樹が社内コンペで企画のヒントを得たことから、新商品フェアへの協力を要請したが、個人の熱意だけでは駄目だと拒んでいた。しかし、食品チームが一丸となって懇願する姿に感動し、フェアへの参加を快諾する。美樹がチームワークの重要性を学ぶきっかけとなった人物。
夏目 みどり
演 - 伊藤かずえ（スペシャル）
葵井商事ニューヨーク支社駐在員で、奥様会のリーダー。万里香に陰湿ないじめをする。
岸本 淳子
演 - 明星真由美（スペシャル）
木内 香澄
演 - 出口結美子（スペシャル）
池上 美恵子
演 - 加賀美早紀（スペシャル）
葵井商事ニューヨーク支社駐在員で、奥様会のメンバーたち。
河野 亜津子
演 - 上岡紘子（スペシャル）
葵井商事ニューヨーク支社長夫人で、奥様会のメンバーからは「奥様」と慕われている。
甲殻類アレルギーを持っており、万里香が作ったカニエキス入りのマリネを食べた直後に発作を起こして病院に搬送される。その後、病院へ見舞いに来た万里香を彼女が持ってきた花束で殴りつけ、「人殺し」と罵倒した。この出来事が、万里香の過去の過ちを悔やむきっかけとなった。
戸塚 雄介
演 - 鈴木一真（スペシャル）
桐野の学生時代の友人で現在はGF社社員。桐野とは大学時代のゼミ仲間で、その縁を利用して彼を合併推進派に取り込もうとする。
秋元 利一
演 - 中丸新将（スペシャル）
葵井商事社長。GF社との合併を安西とともに推進する。
千葉 武則
演 - 大石吾朗（スペシャル）
葵井商事副社長。合併反対派で、桐野に合併阻止を命じる。
小暮 由紀夫
演 - 鶴田忍（スペシャル）
美樹にセクハラをした九井物産の常務。
朝倉 和重
演 - 清水昭博（スペシャル）
三星銀行の専務。
坂井田 幹夫
演 - 須永慶（スペシャル）
三國海上保険の重役。経産連理事でもある。
佐野 和枝
演 - 島かおり（スペシャル）
有希子の母。現在は山梨県内の老人ホームに住んでいる。
二階堂（旧姓：石津） 真千子
演 - 佐々木すみ江（スペシャル）
葵井商事の創業者の孫であり葵井商事の大株主。父親も夫も葵井商事の社員であり、坂東の事も夫の元部下ということで以前から知っていた。美樹が傘を貸したことがきっかけで仲良くなる。都内に大邸宅を構えているが、現在は和枝と同じ老人ホームに住んでおり、また厄介を避けたい意向から、表向きは旧姓を名乗っている。

## スタッフ
- 脚本 - 渡辺千穂
- 演出 - 石川淳一、城宝秀則、後藤庸介
- プロデュース - 橋本芙美（共同テレビ）
- 企画 - 瀧山麻土香、太田大（フジテレビ）
- 音楽 - 菅野祐悟
- 制服協力 - セロリー
- 制作協力 - ベイシス、バスク、フジアール
- 音楽協力 - フジパシフィック音楽出版
- 制作 - フジテレビ、共同テレビ

## 主題歌
- miwa 「don't cry anymore」（Sony Music Records Inc.）
本作はmiwaのメジャーデビュー作であり、タイアップがついた最初の作品でもある。

## 放送日程

### 連続ドラマ
| 各話                                                       | 放送日        | サブタイトル                      | 演出              | 視聴率 |
| ---------------------------------------------------------- | ------------- | --------------------------------- | ----------------- | ------ |
| 第1話                                                      | 2010年1月26日 | 新人配属。ハラスメント地獄始まる  | 石川淳一          | 10.2%  |
| 第2話                                                      | 2010年2月02日 | はじめての味方                    | 石川淳一          | 7.5%   |
| 第3話                                                      | 2010年2月09日 | 黒いブログの罠                    | 城宝秀則          | 10.0%  |
| 第4話                                                      | 2010年2月16日 | 仁義なき社恋                      | 石川淳一          | 9.5%   |
| 第5話                                                      | 2010年2月23日 | ついに反撃開始                    | 城宝秀則 石川淳一 | 12.7%  |
| 第6話                                                      | 2010年3月02日 | 負け犬の逆転                      | 石川淳一          | 13.0%  |
| 第7話                                                      | 2010年3月09日 | 最後の快進撃                      | 後藤庸介          | 13.1%  |
| 最終話                                                     | 2010年3月16日 | 今夜ついに完結! はい上がる女伝説! | 石川淳一          | 14.9%  |
| 平均視聴率 11.4%（視聴率は関東地区・ビデオリサーチ社調べ） |               |                                   |                   |        |

- 初回視聴率10.2%、第2話視聴率7.5%と序盤は苦戦を強いられたが、後半から視聴率を伸ばし、最終回は14.9%とうなぎのぼりの結果となった。

### 絶対泣かないと決めた日 〜緊急スペシャル〜
| 放送日       | サブタイトル                                                                                   | 演出     | 視聴率 |
| ------------ | ---------------------------------------------------------------------------------------------- | -------- | ------ |
| 2010年7月2日 | 会社内のイジメ描く衝撃の問題作、再び! 異動先の秘書室は女の蟻地獄…因縁の戦いに今夜ついに終止符! | 石川淳一 | 11.8%  |

## メディア展開

### 動画配信
本編
フジテレビ On Demandで本編を本放送の数日後に有料配信。
○○と決めた日
フジテレビ On Demandで有料配信されているショートドラマ。本作の出演者とシチュエーションを流用したスピンオフ。本放送直後から新エピソードを配信。
社内の監視カメラの視点から、毎回登場人物の一人にスポットを当ててオフィス内の出来事を描く。

## 備考
- 山口県では本来、月曜9時枠のドラマは山口放送（KRY、NNN系列）が、火曜9時枠のドラマはテレビ山口（tys、JNN系列）が、それぞれ放映している。しかし本作は同時期に月曜9時枠で放映された『コード・ブルー -ドクターヘリ緊急救命- 2nd Season』をテレビ山口が放映したため、同作と交換で山口放送が2010年4月15日 - 6月3日の毎週木曜24:38 - 25:33に放送した。
- このドラマの1年後に放送されている2011年4月期の『名前をなくした女神』は脚本がこのドラマの脚本を手掛けている渡辺が担当しており、キャストにもこのドラマに出演している杏が主演、木村佳乃、五十嵐隼士が出演しているなど共通点が多く、杏はこのドラマでのいじめの黒幕役とは対照的な役を演じている。
- 第64回ザテレビジョンドラマアカデミー賞で、杏が助演女優賞、主題歌のmiwaの「don't cry anymore」がドラマソング賞を受賞した[3][4]。